# Seznam německých vojenských biskupů
- Franz Adolf Namszanowski (1868–1872)
- Johann Baptist Assmann (1888–1903)
- Heinrich Vollmar (1903–1913)
- Heinrich Joeppen (1913–1920)
  - vikariát zrušen (1920–1933)
  - vakantní (1933–1938)
- Franz Justus Rarkowski, S.M. (1938–1945)
  - vikariát zrušen (1945–1956)
- Joseph Wendel (1956–1960)
- Franz Hengsbach (1961–1978)
- Elmar Maria Kredel (1978–1990)
- Johannes Dyba (1990–2000)
- Walter Mixa (2000–2010)
- Franz-Josef Overbeck, od 24. února 2011